# Brasilin

Strukturformel för brasilin

Brasilin är ett rött färgämne som kan utvinnas ur olika rödträarter som Bresilja eller andra träd i Bresiljesläktet.
Vid träets lagring frigörs brasilinet ur sin ursprungliga glykosidförening. Det är lösligt i alkohol, eter och vatten, och bildar i sig gula eller nästan färglösa kristaller, men ger med metalloxider färgade olösliga föreningar. I alkalisk lösning oxideras brasilin av luftens syre till brasilein, även det ett rött kristalliserande färgämne, svårlösligt i vatten.
Bresiljeträ har gått under en rad olika namn, som bresilja,  färnbock och rödträ. Under 1700- och 1800-talen var det vanligt att använda den finfördelade veden för textilfärgning, och år 1874 fanns i Sverige fem bresiljekvarnar. Idag används det endast vid växtfärgning i liten skala.
Bresiljeveden har också använts för tillverkning av färglacker (inte att förväxla med lackfärger) för måleriet. Ett sådant färglack, tillverkat av  rödträ, krita, stärkelse och alun har sålts under namnet berlinerrött. Färgen hos bresiljefärglack varierar mellan brunrött och mörkt blårött. I den internationella pigmentdatabasen har det beteckningen Natural Red 24 och nummer 75280. Liksom de flesta andra naturliga färglacker har bresiljepigment dålig hållbarhet och färgen förstörs såväl av syror som alkalier. Det är känt i Sverige sedan 1600-talet men var aldrig särskilt vanligt och har nu ersatts av syntetiska pigment och används inte längre inom måleriet.